# Homme séducteur
L’homme séducteur est un archétype, parmi des figures masculines multiples de la femme. Cet archétype et cette part féminine sont abrités dans le système psychique de la femme.
Les concepts de : "homme séducteur, archétype, figures masculines multiples de la femme, et système psychique de la femme" ne peuvent s'entendre que dans le cadre spécifique de la psychologie analytique.
Cette dénomination d'homme séducteur est issue de la psychologie analytique pour désigner des processus psychiques inconscients, ayant une importance dans la vie psychique du sujet. Ces processus se nomment des archétypes.
L'homme séducteur est présent dans l'animus principalement dans la masculinité de la femme, il est ce que l'on nomme un archétype. 
Les images et pensées psychiques associées et a laquelle s'identifie la femme, tout entièrement ou en partie le sont au travers des positions intellectuelles, psychiques, d'émotions, d'actions qui renvoie inconsciemment à un modèle qu'il auquel il faudrait se tenir : un homme séducteur. Cet "homme" est proche du modèle culturel tel que Don Juan.

## Les figures masculines de la femme
L'homme séducteur est à replacer parmi les figures masculines de la femme
Les figures masculines de la catégorie de l’Animus jouent le même rôle chez la femme. C’est pourquoi on la nomme la part masculine de la femme. Le processus d’individuation et l’acceptation de cet état de fait, aussi difficile pour la femme que l’homme, conduit aussi à un aboutissement de réalisation de soi par le processus d’individuation. De la même manière une rencontre a finalement lieu, mais avec l'homme sage
Constituant l'animus, la part masculine, de la femme on peut trouver :
- 1er niveau : homme primitif - Par exemple Tarzan, l'athlète, Dionysos
- 2e niveau : homme séducteur - Par exemple Don Juan
- 3e niveau : homme d'action - Par exemple Indiana Jones, un militaire ou un guerrier
- 4e niveau : homme sage - Par exemple un dieu père, un guide.

Chaque niveau correspond à un niveau de maturité psycho-affective.
« ... l'animus est aussi un être créateur, une matrice, non pas dans le sens de la créativité masculine, mais dans le sens qu'il crée quelque chose que l'on pourrait appeler un logos spermatikos - un verbe fécondant. De même que l'homme laisse sourdre son œuvre, telle une créature dans sa totalité, à partir de son monde intérieur féminin, de même le monde intérieur masculin de la femme apporte des germes créateurs qui sont en état de faire fructifier le côté féminin de l'homme. C'est là l'origine de la "femme inspiratrice" qui, si elle est mal formée, recèle aussi en elle la possibilité de devenir la pire des viragos ... » in C.G. Jung " Dialectique du moi et de l'inconscient ", Idées / Gallimard, 1973 p 187/188.

## L'âme de la femme: sa part masculine
L'homme séducteur est à replacer dans la part masculine de son système psychique. 

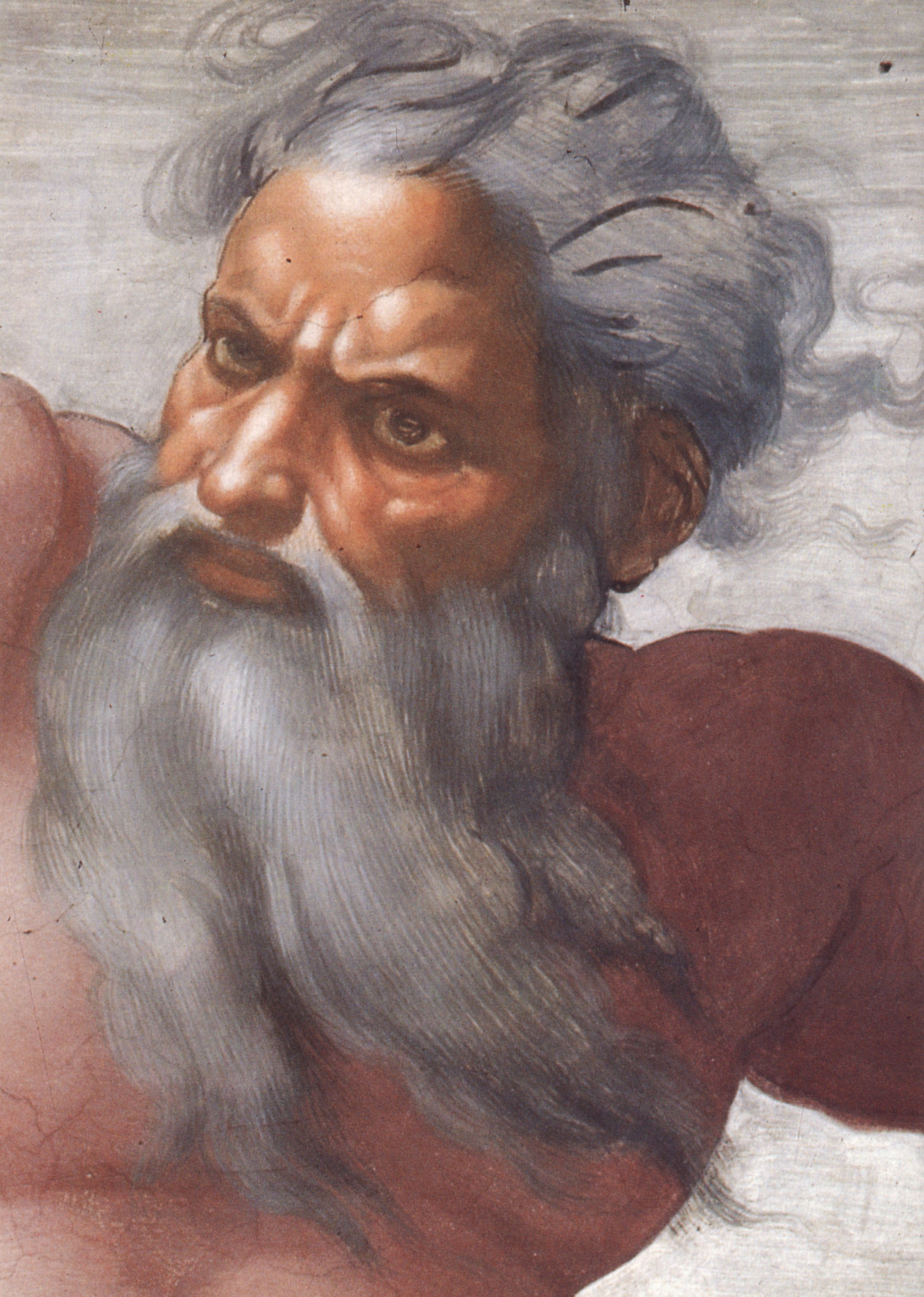

L’animus, (et même pour certaines femmes simplement leur en parler ou évoquer le concept ou sa définition) peut parfois être «insupportable en elle» tout comme que lorsque l’on parle à un macho de sa féminité ou de son anima. Pour ainsi dire l’animus pose problème à l’animus car il n’y a pas socialement d’idée préconçue sur l’animus. Il oblige la femme à entrer dans un vrai dialogue, un dialogue vrai ou dans un véritable travail sur elle-même.
L'animus apparaît souvent dans les rêves et les fantasmes sous les traits d'un homme séducteur ou diabolique, macho ou violeur, qui est porteur de valeurs masculines souvent très éloignées des valeurs féminines conscientes de la rêveuse. C'est au cours du processus d' individuation, souvent dans la seconde moitié de la vie, que la femme se trouve confronté à cette figure de son inconscient. Elle est obligée de quitter les discours tout faits (idéologie, opinions formatées) pour en chercher la source en elle-même.
Si pour l'homme « l'anima est féminine ; elle est uniquement une formation de la psyché masculine et elle est une figure qui compense le conscient masculin. Chez la femme, à l'inverse, l'élément de compensation revêt un caractère masculin, et c'est pourquoi je l'ai appelé l'animus. Si, déjà, décrire ce qu'il faut entendre par anima ne constitue pas précisément une tâche aisée, il est certain que les difficultés augmentent quand il s'agit de décrire la psychologie de l'animus. » in Carl Gustav Jung," Dialectique du moi et de l'inconscient ", Idées / Gallimard, 1973 p 179 et 181. 
«Le fait qu'un homme attribue naïvement à son Moi les réactions de son anima, sans même être effleuré par l'idée qu'il est impossible pour quiconque de s'identifier valablement à un complexe autonome, ce fait qui est un malentendu se retrouve dans la psychologie féminine dans une mesure, si faire se peut, plus grande encore. » in Carl Gustav Jung," Dialectique du moi et de l'inconscient ", Idées / Gallimard, 1973 p 179 et 181.
« Pour décrire en bref ce qui fait la différence entre l'homme et la femme à ce point de vue, donc ce qui caractérise l'animus en face de l'anima, disons : alors que l'anima est la source d'humeurs et de caprices, l'animus, lui, est la source d'opinions ; et de même que les sautes d'humeur de l'homme procèdent d'arrière-plans obscurs, les opinions acerbes et magistrales de la femme reposent tout autant sur des préjugés inconscients et des a priori. » in Carl Gustav Jung," Dialectique du moi et de l'inconscient ", Idées / Gallimard, 1973 p 179 et 181.

## Le cadre d'une psychologie particulière
L'archétype homme séducteur, les figures masculines, la part masculine du système psychique de la femme ne peuvent s'entendre que dans le cadre spécifique de la psychologie analytique.

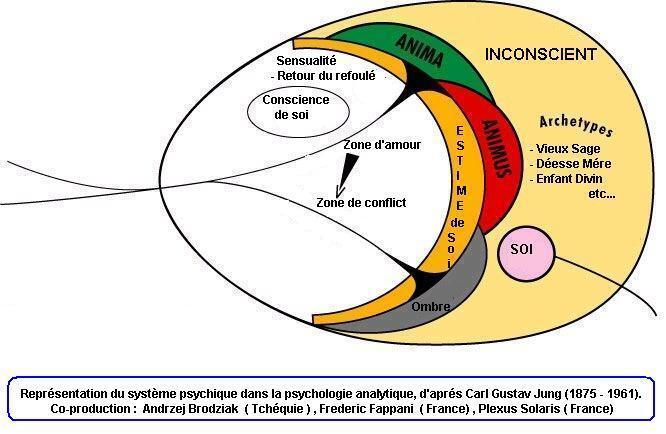
Représentation graphique du système psychique d'après Carl Gustav Jung

La psychologie analytique se propose de donner du sens à ce qu'elle nomme l'âme (système psychique) et propose une forme de développement de soi menant à la découverte de notre propre âme. Les termes pour la nommer sont : psychologie jungienne, psychanalyse jungienne, psychologie analytique. Certains ouvrages pour désigner cette psychologie parlent d'une psychologie des complexes (car elle s'y intéresse), ou encore, d'une psychologie des profondeurs (puisqu'elle s'intéresse à la profondeur de la psyché mais aussi donne une profondeur à la psyché).
La psychologie analytique a permis de décrire et de mettre au jour des invariants de l'âme. En donnant du sens à l'âme, en décrivant par exemple certains aspects de celle-ci (comme les archétypes), l'homme ou/et la femme pourraient, en se mettant en dialogue avec eux-mêmes, entrer dans un processus d'individuation (ils deviennent plus eux-mêmes, plus matures). Cela peut se faire par exemple au travers d'une discussion avec soi-même sur ses rêves, mais cela ne constitue pas la seule voie. Lors de ce processus l'homme et la femme matures rencontrent des résistances, ils peuvent quand ils en éprouvent le besoin demander l'aide d’un(e) psychologue junguien.
Chaque concept de la psychologie jungienne donne du sens à un aspect du système psychique. Mis en relation les uns avec les autres, ils donnent à voir le sens qu'ont essayé de donner les psychologues analytiques (psychologues jungiens), sur "qu'est ce que le système psychique ?".
Cependant les prendre séparément n'aurait pas grand sens mais en plus ne permettrait pas vraiment de comprendre. D'ailleurs, la simple lecture de ce qu'est le psychisme chez Carl Gustav Jung n'apporte rien à l'individu si ce n'est une certaine sensibilisation à soi-même. Ce qui est intéressant, du point de vue jungien, c'est de se découvrir soi-même, pour de vrai. Paradoxe : ce n'est qu'une fois que l'on se connaît un peu, on peut commencer à comprendre un peu ce que la psychologie jungienne explique. 
"La complexité de la psychanalyse jungienne tient au fait que toutes les instances psychiques sont en étroites relations les unes avec les autres. Décrire isolément un concept donne de lui une vision forcément partielle car ne tenant compte ni des rapports dynamiques avec les autres instances ni de l'ensemble du système psychique. Tout est lié, tout est en mouvement." in La psychanalyse jungienne, Collection Essentialis, ED. Bernet-Danilot, avril 2002
La difficulté de la compréhension du psychisme dans la théorie jungienne réside dans le fait qu'il faut s'ouvrir à soi pour de vrai, c'est-à-dire "à se penser", "à se ressentir" et à "se questionner sur soi".
Comme "Jung ne cesse de le dire : la rencontre de la psyché est une expérience, elle passe à la fois par le mental et par le cœur, par l'intellect et par l'émotionnel. Cela demande une lecture circulaire, à l'image de la spirale : la compréhension intellectuelle s'enrichit de la résonance émotionnelle, confrontation intérieure qui, à son tour, même a l'approfondissement de la compréhension" in La psychanalyse jungienne, Collection Essentialis, ED. Bernet-Danilot, avril 2002